# عيسى البندك
عيسى بن باسيل البندك (بيت لحم 1896 – سانتياغو 1984) كان كاتبًا وطنيًّا عربيًّا فلسطينيًّا وأردنّيًّا، شغل منصب رئيس بلديّة بيت لحم من 1934 إلى 1957 ومنصب سفير المملكة الأردنية الهاشمية إلى إسبانيا من 1951 إلى 1954. اشتهر بمؤلفّاته العديدة. كذلك اشتهر كمدير لبعض دوائر التلغراف في مدن بلاد الشام أيام الدولة العثمانيّة عندما كانت هذه الوسيلة حديثة نسبيًّا.

## حياته
وُلد عيسى البندك في مدينة بيت لحم سنة 1896م وتلقى تعليمه في المدرسة الأرثوذكسية وكلية الفرير ببيت لحم ثم في كلية الفرير في القدس وكان بذلك قد اتم مراحل تعليمه حتى عمر يناهز الثامنة عشر.

### في القدس
بعد ان أتمّ عيسى مراحل تعليمه الابتدائية والاعدادية ببيت لحم انتقل للتعلّم في القدس وذلك لاستكمال مراحل حياته وتطوير مهاراته في التلغراف، ففي عام 1913 أتم تعليمه الثانوي في كلية الفرير بالقدس، ودخل بعدها مدرسة خاصة بالتلغراف في القدس وأحرز الجائزة الأولى بجدارة فعين مديرا للتلغراف في عدة مدن وبلدات منها صافيتا، حمص، السلط
ترك مسؤولية إدارة التلغراف في القدس إثر دخول اللنبي القدس نهاية 1917 وعمل بعدها معلما في كلية الفرير ومدرسة الروم الأرثوذكس بالقدس لمدة سنتين. ثم بدأ مجال الكتابة الذي كان بداية لحياة جديدة بالنسبة لعيسى فقد أصدر الكثير من المؤلفات، وعمل بكثير من الأعمال وكان ذا رفعة مرموقة فقد عين ليكون رئيسا لبلدية بيت لحم وقد تكرر انتخابه (1933 - 1938) و (1946 - 1951).

### عودة عيسى البندك من أمريكا
ذهب عيسى إلى أمريكا للقيام ببعض الأعمال وعند عودته استقبل بوفد كبير من الناس وكان ذلك دلالة على مدى فضله ومعزته فحين وصوله ذهب توا إلى بالاس اوتيل ليسلم على رياض بك الصلح ومن ثم توجه إلى المجلس الإسلامي الاعلى للسلام لمقابلة الحاج امين افندي الحسيني وقد خاضا حديثا طويلا عن رحلة عيسى هناك.
وكان قد تمنوا الصحافيين لانفسهم خوض التجربة التي قام بها عيسى الا وهي التجوال في أوروبا وخصوصا أمريكا مع شكرهم وترحيبهم لزميلهم الفاضل عيسى البندك.

### الذهاب إلى البراق
في عام 1936 تطوع عيسى وعوني عبد الهادي ومغنم مغنم وعمر الصالح البرغوثي للذهاب إلى البراق الشريف لأداء قسم الأمة بعدم التفريط بهذا المكان الإسلامي المقدس، فعملوا رغم الحصار وأزيز الرصاص بهدف منعهم. عين عام 1951 وزيرًا مفوضاً للأردن في جمهورية التشيلي حتى عام 1957 وخلال وجوده في عمله هذا أدى للقضية الفلسطينية خدمات جليلة، وكان ينوي العودة إلى وطنه إلا أن نكبة حزيران 1967 حالت دون ذلك.
وقد توفي عيسى البندك في سنتياغو عاصمة التشيلي في سنة 1984 دون تحقيق حلمه بالعودة للديار.

## مؤلفاته
- أصدر مجلة (بيت لحم) التي عاشت حتى عام 1920
- أصدر جريدة (صوت الشعب) صدر العدد الأول منها عام 11/5/1922 واستمرت بالصدور حتى عام 1957
- أصدر مذكرة للدفاع عن العرب المسيحيين الفلسطينيين عام 1939

## إنجازاته
- أحرز الجائزة الأولى بالتلغراف بالقدس
- عينته مديرية التلغراف في بيروت مديراً للتلغراف في صافيتا ثم عين مديراً للتلغراف في مدينة حمص ثم عين مديراً للتلغراف في مدينة السلط بالأردن حتى سنة 1917.
- عين مسؤولاً لإدارة التلغراف في القدس.
- أصدر الكثير من المؤلفات التي كانت منبراً حراً للقضية الفلسطينية وكشف المؤامرات الخارجية التي تستهدف الأمة العربية.
- في عام 1920 أسس عيسى (النادي الأدبي) في الجمعية الإسلامية المسيحية التي ترأسها عارف باشا الدجاني.
- في عام 1921 تألفت (اللجنة التنفيذية العربية) في فلسطين برئاسة موسى كاظم الحسيني فانتخب عيسى ممثلاً لقضاء بيت لحم منذ تأسيس هذه اللجنة حتى إغلاق أبوابها عام 1935.
- عين كسكرتير للجنة الدفاع عن المهاجرين العرب.
- في عام 1934 انتخب رئيساً لبلدية بيت لحم وتكرر انتخابه حتى عام 1957.
- في العام 1935 كان من مؤسسي حزب الإصلاح برئاسة الدكتور حسين فخري الخالدي.
- في عام 1951 عين عيسى البندك وزيراً مفوضاً للأردن في جمهورية التشيلي حتى عام 1957 وخلال وجوده في عمله هذا أدى للقضية الفلسطينية خدمات جليلة.

## وفاته
توفي عيسى البندك في سنتياغو عاصمة التشيلي في الـ7 من نيسان (مايو) 1984 عن عمر يناهز ال88 وكان قد مر بصعوبات كثيرة في حياته حيث انه حرم من العودة إلى وطنه بعد سفره كما ان زوجته وابنته اصيبتا بـطلق ناريّ على حين غفلة وكان ذلك بمثابة صدمة كبيرة له. فبعد وفاته ما كان من الناس الا ان هيئوا له كامل التعازي فقد قدم عيسى البندك مجهودا كبيرا يصعب ان ينساه أحد.
وقد نعته منظّمة التحرير الفلسطينيّة بمزيد من الأسى والحزن.